# Витолиньш, Харий Харьевич
Харий Харьевич Витолиньш (латыш. Harijs Vītoliņš; 5 июля 1941, Рига — 16 августа 1997, Рига) — латвийский хоккеист и тренер по хоккею с шайбой.
Его отец и сын тоже хоккеисты.
За свою игровую карьеру он играл в командах «Daugava Stadium Team», RVR, RER и других командах. Десять раз становился чемпионом Латвийской ССР. После окончания игровой карьеры стал тренером. Руководил молодёжной сборной Латвии (1980-1986).
В период с 1986 по 1995 год он был генеральным секретарем Латвийской федерации хоккея.